# Kura-Trànsportni
Kura-Trànsportni - Кура-Транспортный (rus) és un possiólok del krai de Krasnodar, a Rússia. Es troba a la vora del riu Kura-Tsetse, constituent del Tsetse, afluent del Pxix, que n'és del riu Kuban. És a 23 km al sud-est de Goriatxi Kliutx i a 67 km al sud-est de Krasnodar.
Pertany al possiólok de Kutaís.